# Torhamns församling
Torhamns församling är en församling i Jämjö pastorat i Blekinge kontrakt, Lunds stift och Karlskrona kommun. 
Församlingskyrka är Torhamns kyrka

## Administrativ historik
Församlingen har medeltida ursprung med en kyrka från 1200-talet. 
Församlingen var ett eget pastorat där från 1693 Sturkö församling och från 1 maj 1888 också Tjurkö församling ingick. Från 1 maj 1923 bildade församlingen återigen ett eget pastorat.
2002 bildades en kyrklig samfällighet av församlingarna i Jämjö, Ramdala, Sturkö, Kristanopel och Torhamn. Samfälligheten bildar Jämjö pastorat med pastorsexpedition i Jämjö.

## Präster, kyrkoherdar, komministrar och klockare i Torhamns församling
- Nils Westerdahl, präst, född 1727 i Fulltofta socken, död Ravlunda socken
- Jonas Bergman, komminister, verkade runt 1780-talet

## Kyrkoherdar
| Ämbetstid | Namn                   | Levnadstid | Övrigt                                                               |
| --------- | ---------------------- | ---------- | -------------------------------------------------------------------- |
| 1584      | Jören Senrinsen        |            |                                                                      |
| 1610      | Lauridtz Mogensen      |            |                                                                      |
|           | Jens                   |            |                                                                      |
| 1630–1640 | Ludvig Suur            |            |                                                                      |
| 1641–1648 | Jens Pedersen Hoff     |            |                                                                      |
| 1648–1657 | Broder Ibssön          |            |                                                                      |
| 1667–1674 | Hans Lauritson Smetius |            |                                                                      |
| 1676–1684 | Jöran Koch             |            | Jörgen var svåger till Karlskronas första borgmästare Blasius König. |
| 1686–1699 | Erich Schottenius      | –1699      |                                                                      |
| 1700–1702 | Erland Hallengren      | –1702      |                                                                      |
| 1704–1727 | Johan Darin            | 1675–1727  |                                                                      |
| 1727–1744 | Magnus Aulin           | –1744      |                                                                      |
| 1745–1746 | Lars Christopher Darin | –1746      |                                                                      |
| 1748–1773 | Eleazar Corfitz Thulin | 1708–1773  |                                                                      |
| 1774–1788 | Adam Julius Kling      | 1724–1788  | Kyrkoherde och författare.                                           |
| 1790–1818 | Wilhelm Cimmerdahl     | 1745–1818  |                                                                      |
| 1820–1840 | Elias Aborre           | 1770–1840  |                                                                      |
| 1844–     | Robert Wollin          | 1806-1877  |                                                                      |
|           | Hans Nedin             | 1841-1923  |                                                                      |
| 1962-1968 | Gustaf Carlsson        |            |                                                                      |
| 1968-1975 | Jan–Ivar Wideskär      |            |                                                                      |
| 1977-1983 | Hans Grimhammar        |            |                                                                      |
| 1984-2001 | Claes Klingberg        |            |                                                                      |

## Kantorer och klockare
| Ämbetstid | Namn                    | Levnadstid    | Övrigt   |
| --------- | ----------------------- | ------------- | -------- |
|           | Johan Tysenius          | ca. 1709-1794 | Klockare |
| 1890-1891 | Peter Gustaf Österström | 1822-         | Klockare |